# War of Words
War of Words es el álbum de estudio debut de la banda estadounidense de heavy metal Fight, publicado en 1993 por Epic Records. Para diferenciar el sonido de lo realizado con Judas Priest, Rob Halford escribió las canciones con temáticas de crítica social y adoptó algunos elementos del groove metal y thrash metal. Esto le valió al disco ser recibido con muy buenas reseñas por parte de la crítica especializada.
Alcanzó el puesto 83 en la lista estadounidense Billboard 200 y para promocionarlo se lanzó el sencillo «Little Crazy» que alcanzó el lugar 21 en los Mainstream Rock Tracks también de los Estados Unidos. En 2002 el sistema de información Nielsen SoundScan informó que hasta el 21 de abril de ese año se habían vendido 223 902 copias del disco en los Estados Unidos.
En el 2008 fue remasterizado por el sello de Rob Halford, Metal God Entertainment, que incluyó una nueva portada y una mezcla especial de «Kill It». Cabe mencionar además que en la pista «Reality - A New Beginning», desde el minuto 9:43 se encuentra la pista oculta «Jesus Saves».

## Comentarios de la crítica
War of Words recibió reseñas mayormente positivas por parte de la prensa especializada. Gary Hill, del sitio web AllMusic, comentó que podría haber sido un álbum de Judas Priest, porque presenta muchos aspectos de la banda, pero, a su vez, hay muchas diferencias. Entre ellas consideró el sonido más agresivo, la apuesta de Halford por probar con otros estilos vocales, como la voz gutural, y las letras de las canciones tienen una madurez que en Judas Priest no mostró. Al finalizar su crítica, Hill señaló que la «impresionante power ballad "For All Eternity" por sí sola vale el precio de la entrada para esta parte de su viaje». Music & Media expresó que de principio a fin «los temas van desde la censura hasta la corrupción, el control de armas y los problemas medioambientales», y concluyó afirmando que «Este debut contiene un montón de canciones que hacen que el más grosero de los competidores parezca insulso». El periódico The Philadelphia Inquirer reseñó que es un «álbum sólido de rock demoledor y mosh». Por otro lado, en 2005 la revista alemana Rock Hard lo situó en el lugar 386 en su lista de los 500 grandes álbumes del rock y del metal de todos los tiempos.

## Lista de canciones
Todas las canciones escritas por Rob Halford.

| N.º | Título                      | Duración |  |
| 1.  | «Into the Pit»              | 4:13     |  |
| 2.  | «Nailed to the Gun»         | 3:38     |  |
| 3.  | «Life in Black»             | 4:34     |  |
| 4.  | «Immortal Sin»              | 4:39     |  |
| 5.  | «War of Words»              | 4:29     |  |
| 6.  | «Laid to Rest»              | 4:40     |  |
| 7.  | «For All Eternity»          | 4:42     |  |
| 8.  | «Little Crazy»              | 3:39     |  |
| 9.  | «Contortion»                | 4:35     |  |
| 10. | «Kill It»                   | 3:30     |  |
| 11. | «Vicious»                   | 3:11     |  |
| 12. | «Reality - A New Beginning» | 13:18    |  |

| Pista adicional reedición 2008 (ciertas ediciones europeas) |                             |          |  |
| N.º                                                         | Título                      | Duración |  |
| 13.                                                         | «Kill It» (Dutch Death Mix) | 3:49     |  |

## Músicos
- Rob Halford: voz
- Russ Parrish: guitarra eléctrica
- Brian Tilse: guitarra eléctrica
- Jay Jay: bajo
- Scott Travis: batería